# Gare de Turmantas
 (août 2023).
Si vous disposez d'ouvrages ou d'articles de référence ou si vous connaissez des sites web de qualité traitant du thème abordé ici, merci de compléter l'article en donnant les références utiles à sa vérifiabilité et en les liant à la section « Notes et références ».
La gare de Turmantas  (en lituanien : Turmanto geležinkelio stotis) est une gare ferroviaire de la ville de Zarasai en Lituanie.

## Histoire
La gare est construite en 1862 sur la ligne de chemin de fer Libau-Romny.

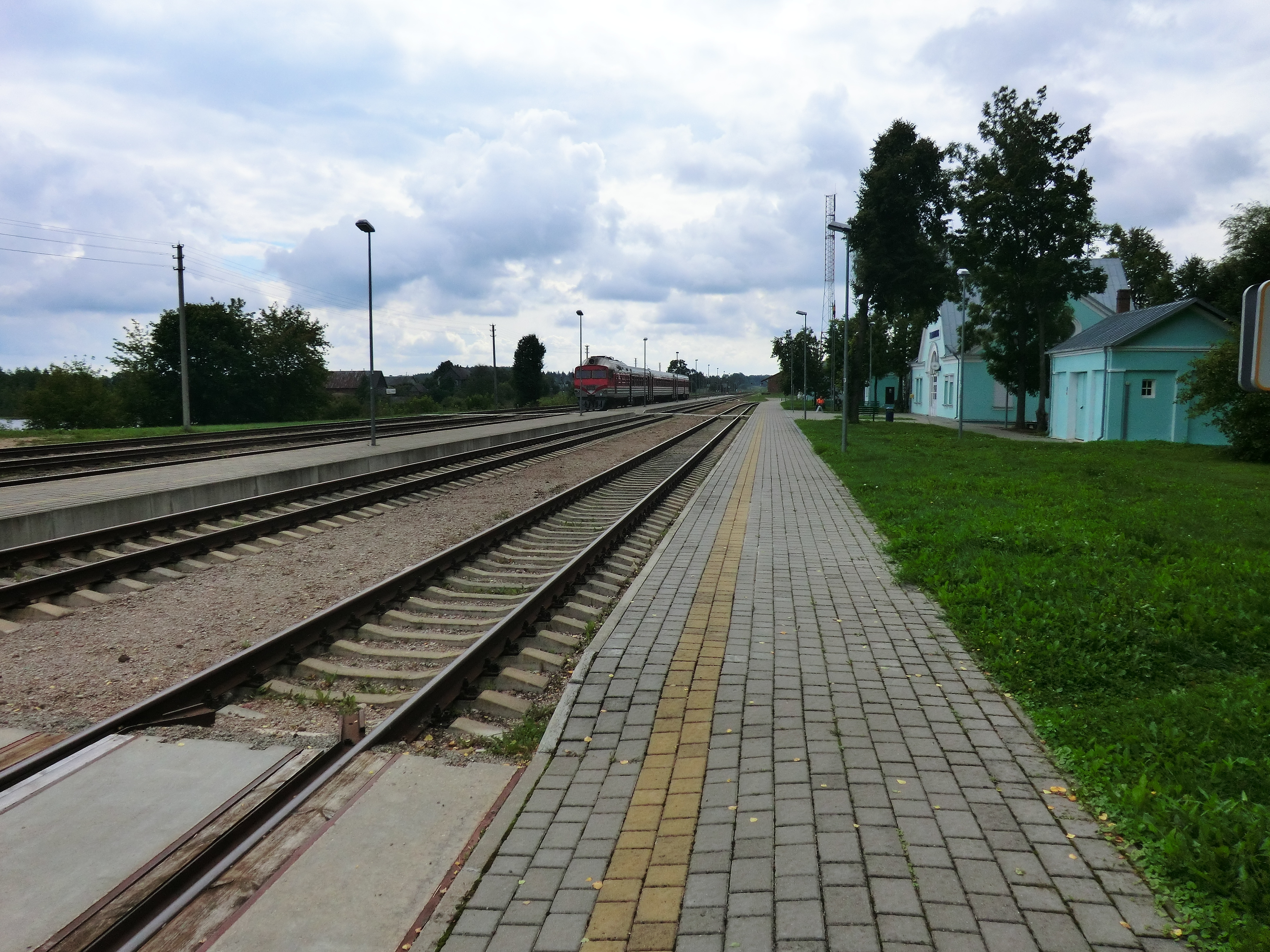
Son quai.